# Wereldbeker bobsleeën 2021/2022
De wereldbeker bobsleeën in het seizoen 2021/2022 (officieel: BMW IBSF World Cup Bob & Skeleton 2021/2022) liep van 20 november 2021 tot en met 16 januari 2022. De competitie werd georganiseerd door de IBSF, gelijktijdig met de wereldbeker skeleton. 
De competitie omvatte dit seizoen acht wedstrijden in de drie traditionele onderdelen van het bobsleeën. Bij de mannen de twee- en viermansbob en bij de vrouwen de tweemansbob.

## Wereldbeker punten
De eerste 30 in het dagklassement krijgen punten voor het wereldbekerklassement toegekend. De top 20 na de eerste run gaan verder naar de tweede run, de overige deelnemers krijgen hun punten toegekend op basis van hun klassering na de eerste run. De onderstaande tabel geeft de punten per plaats weer.
| Klassering = punten                          | Klassering = punten                               | Klassering = punten                               | Klassering = punten                          | Klassering = punten                          | Klassering = punten                          |
| -------------------------------------------- | ------------------------------------------------- | ------------------------------------------------- | -------------------------------------------- | -------------------------------------------- | -------------------------------------------- |
| 1e = 225 2e = 210 3e = 200 4e = 192 5e = 184 | 06e = 176 07e = 168 08e = 160 09e = 152 10e = 144 | 11e = 136 12e = 128 13e = 120 14e = 112 15e = 104 | 16e = 96 17e = 88 18e = 80 19e = 74 20e = 68 | 21e = 62 22e = 56 23e = 50 24e = 45 25e = 40 | 26e = 36 27e = 32 28e = 28 29e = 24 30e = 20 |

## Tweemansbob (m)

### Uitslagen
| Datum      | Plaats       | Eerste                                            | Tweede                                       | Derde                                             |
| ---------- | ------------ | ------------------------------------------------- | -------------------------------------------- | ------------------------------------------------- |
| 20/11/2021 | Igls         | Duitsland Francesco Friedrich Alexander Schüller  | Duitsland Johannes Lochner Florian Bauer     | Verenigd Koninkrijk Brad Hall Greg Cackett        |
| 27/11/2021 | Igls         | Duitsland Francesco Friedrich Alexander Schüller  | Duitsland Johannes Lochner Florian Bauer     | Canada Justin Kripps Cameron Stones               |
| 04/12/2021 | Altenberg    | Duitsland Francesco Friedrich Alexander Schüller  | Duitsland Johannes Lochner Christopher Weber | Rusland Rostislav Gajtjoekevitsj Michail Mordazov |
| 18/12/2021 | Altenberg    | Duitsland Francesco Friedrich Thorsten Margis     | Duitsland Christoph Hafer Issam Ammour       | Canada Justin Kripps Cameron Stones               |
| 01/01/2022 | Sigulda      | Rusland Rostislav Gajtjoekevitsj Michail Mordazov | Verenigd Koninkrijk Brad Hall Greg Cackett   | Oostenrijk Benjamin Maier Markus Sammer           |
| 02/01/2022 | Sigulda      | Duitsland Francesco Friedrich Thorsten Margis     | Verenigd Koninkrijk Brad Hall Nick Gleeson   | Letland Oskars Ķibermanis Matīss Miknis           |
| 08/01/2022 | Winterberg   | Duitsland Francesco Friedrich Alexander Schüller  | Duitsland Johannes Lochner Florian Bauer     | Canada Justin Kripps Cameron Stones               |
| 15/01/2022 | Sankt Moritz | Duitsland Francesco Friedrich Thorsten Margis     | Canada Justin Kripps Cameron Stones          | Duitsland Johannes Lochner Florian Bauer          |

Nederlandse deelname
| Deelnemer    | #1  | #2  | #3  | #4  | #5  | #6  | #7  | #8  |
| ------------ | --- | --- | --- | --- | --- | --- | --- | --- |
| Ivo de Bruin | 16e | 22e | 24e | 19e | 21e | 19e | 19e | 17e |

### Eindklassement
| #  | Piloot                   | Land | Punten |
| -- | ------------------------ | ---- | ------ |
| 1  | Francesco Friedrich      | GER  | 1703   |
| 2  | Justin Kripps            | CAN  | 1530   |
| 3  | Rostislav Gajtjoekevitsj | RUS  | 1521   |
| 4  | Johannes Lochner         | GER  | 1512   |
| 5  | Brad Hall                | GBR  | 1444   |
| 6  | Christoph Hafer          | GER  | 1306   |
| 7  | Michael Vogt             | SUI  | 1168   |
| 8  | Oskars Ķibermanis        | LAT  | 1120   |
| 9  | Simon Friedli            | SUI  | 1104   |
| 10 | Romain Heinrich          | FRA  | 1088   |

## Viermansbob (m)

### Uitslagen
| Datum      | Plaats       | Eerste                                                                            | Tweede                                                                               | Derde                                                                                 |
| ---------- | ------------ | --------------------------------------------------------------------------------- | ------------------------------------------------------------------------------------ | ------------------------------------------------------------------------------------- |
| 21/11/2021 | Igls         | Duitsland Francesco Friedrich Alexander Schüller Thorsten Margis Candy Bauer      | Verenigd Koninkrijk Brad Hall Nick Gleeson Greg Cackett Taylor Lawrence              |                                                                                       |
| 21/11/2021 | Igls         | Duitsland Francesco Friedrich Alexander Schüller Thorsten Margis Candy Bauer      | Duitsland Johannes Lochner Christopher Weber Eric Maximilian Bruckert Christian Rasp |                                                                                       |
| 28/11/2021 | Igls         | Duitsland Francesco Friedrich Martin Grothkopp Thorsten Margis Alexander Schüller | Letland Oskars Ķibermanis Davis Springis Matīss Miknis Intars Dambis                 | Canada Justin Kripps Ryan Sommer Ben Coakwell Cameron Stones                          |
| 07/12/2021 | Altenberg    | Duitsland Francesco Friedrich Thorsten Margis Candy Bauer Alexander Schüller      | Oostenrijk Benjamin Maier Sascha Stepan Markus Sammer Kristian Huber                 | Rusland Rostislav Gajtjoekevitsj Michail Mordazov Vladislav Tsjarovtsev Pavel Travkin |
| 11/12/2021 | Winterberg   | Duitsland Francesco Friedrich Thorsten Margis Alexander Schüller Candy Bauer      | Duitsland Johannes Lochner Christopher Weber Christian Rasp Florian Bauer            | Canada Justin Kripps Ryan Sommer Cameron Stones Ben Coakwell                          |
| 12/12/2021 | Winterberg   | Duitsland Francesco Friedrich Thorsten Margis Alexander Schüller Martin Grothkopp | Verenigd Koninkrijk Brad Hall Nick Gleeson Greg Cackett Taylor Lawrence              | Oostenrijk Benjamin Maier Sascha Stepan Markus Sammer Kristian Huber                  |
| 19/12/2021 | Altenberg    | Duitsland Francesco Friedrich Thorsten Margis Alexander Schüller Martin Grothkopp | Canada Justin Kripps Cameron Stones Ryan Sommer Ben Coakwell                         | Rusland Rostislav Gajtjoekevitsj Aleksej Laptev Michail Mordazov Pavel Travkin        |
| 09/01/2022 | Winterberg   | Duitsland Francesco Friedrich Alexander Schüller Candy Bauer Thorsten Margis      | Verenigd Koninkrijk Brad Hall Nick Gleeson Greg Cackett Taylor Lawrence              | Verenigde Staten Hunter Church Joshua Williamson Charles Volker Kristopher Horn       |
| 16/01/2022 | Sankt Moritz | Letland Oskars Ķibermanis Matīss Miknis Edgars Nemme Dāvis Spriņģis               | Duitsland Francesco Friedrich Alexander Schüller Martin Grothkopp Alexander Rödiger  | Rusland Rostislav Gajtjoekevitsj Michail Mordazov Pavel Travkin Aleksej Laptev        |

Nederlandse deelname
| Deelnemer    | #1  | #2  | #3  | #4  | #5  | #6  | #7  | #8  |
| ------------ | --- | --- | --- | --- | --- | --- | --- | --- |
| Ivo de Bruin | 11e | 18e | 22e | 11e | 18e | 22e | 12e | 17e |

### Eindklassement
| #  | Piloot                   | Land | Punten |
| -- | ------------------------ | ---- | ------ |
| 1  | Francesco Friedrich      | GER  | 1785   |
| 2  | Justin Kripps            | CAN  | 1530   |
| 3  | Rostislav Gajtjoekevitsj | RUS  | 1480   |
| 4  | Brad Hall                | GBR  | 1430   |
| 5  | Johannes Lochner         | GER  | 1402   |
| 6  | Oskars Ķibermanis        | LAT  | 1395   |
| 7  | Michael Vogt             | SUI  | 1216   |
| 8  | Benjamin Maier           | AUT  | 1154   |
| 9  | Maksim Andrjanov         | RUS  | 1128   |
| 10 | Hunter Church            | USA  | 1126   |

## Tweemansbob (v)

### Uitslagen
| Datum      | Plaats       | Eerste                                          | Tweede                                        | Derde                                              |
| ---------- | ------------ | ----------------------------------------------- | --------------------------------------------- | -------------------------------------------------- |
| 21/11/2021 | Igls         | Duitsland Laura Nolte Leonie Fiebig             | Duitsland Kim Kalicki Anabel Galander         | Canada Christine de Bruin Kristen Bujnowski        |
| 27/11/2021 | Igls         | Duitsland Laura Nolte Deborah Levi              | Duitsland Kim Kalicki Leonie Fiebig           | Canada Christine de Bruin Kristen Bujnowski        |
| 04/12/2021 | Altenberg    | Verenigde Staten Kaillie Humphries Kaysha Love  | Duitsland Laura Nolte Deborah Levi            | Canada Christine de Bruin Kristen Bujnowski        |
| 11/12/2021 | Winterberg   | Duitsland Laura Nolte Deborah Levi              | Duitsland Mariama Jamanka Alexandra Burghardt | Duitsland Kim Kalicki Leonie Fiebig                |
| 18/12/2021 | Altenberg    | Duitsland Kim Kalicki Lisa Buckwitz             | Duitsland Mariama Jamanka Alexandra Burghardt | Verenigde Staten Kaillie Humphries Sylvia Hoffmann |
| 01/01/2022 | Sigulda      | Verenigde Staten Elana Meyers Taylor Lake Kwaza | Verenigd Koninkrijk Mica McNeill Adele Nicoll | Canada Christine de Bruin Kristen Bujnowski        |
| 08/01/2022 | Winterberg   | Duitsland Laura Nolte Deborah Levi              | Duitsland Kim Kalicki Leonie Fiebig           | Verenigde Staten Kaillie Humphries Sylvia Hoffmann |
| 15/01/2022 | Sankt Moritz | Duitsland Kim Kalicki Lisa Buckwitz             | Duitsland Mariama Jamanka Kira Lipperheide    | Duitsland Laura Nolte Deborah Levi                 |

Belgische deelname
| Deelnemer          | #1  | #2  | #3  | #4  | #5  | #6  | #7  | #8 |
| ------------------ | --- | --- | --- | --- | --- | --- | --- | -- |
| An Vannieuwenhuyse | 21e | 21e | 15e | 16e | 18e | 10e | 15e | –  |

### Eindklassement
| #  | Piloot              | Land | Punten |
| -- | ------------------- | ---- | ------ |
| 1  | Elana Meyers Taylor | USA  | 1505   |
| 2  | Laura Nolte         | GER  | 1486   |
| 3  | Kim Kalicki         | GER  | 1472   |
| 4  | Christine de Bruin  | CAN  | 1448   |
| 5  | Kaillie Humphries   | USA  | 1337   |
| 6  | Mariama Jamanka     | GER  | 1310   |
| 7  | Nadezjda Sergejeva  | RUS  | 1200   |
| 8  | Ying Qing           | CHN  | 984    |
| 9  | Anastasia Makarova  | RUS  | 976    |
| 10 | Andreea Grecu       | ROU  | 972    |